# Lizzy Mercier Descloux
Lizzy Mercier Descloux (16. prosince 1956 – 20. dubna 2004, Saint-Florent, Korsika) byla francouzská zpěvačka.

## Život
Narodila se v Paříži, ale vyrůstala v Lyonu. Později se kvůli studiu vrátila zpět do rodného města. V roce 1975 navštívila New York, kde se setkala například se zpěvačkou Patti Smith či zpěvákem Richardem Hellem. Roku 1977 se do New Yorku přestěhovala. Již v Paříži spolupracovala s producentem Michelem Estebanem. Roku 1979 vydala své první album nazvané Press Color. Jeho producentem byl Esteban a vydalo jej vydavatelství ZE Records, které založil Esteban s Michaelem Zilkhou. Druhou desku Mambo Nassau vydala o dva roky později a opět na ní spolupracovala s Estebanem. Později vydala několik dalších nahrávek. V devadesátých letech se hudbě přestala věnovat a pracovala například na románu a věnovala se malířství. V roce 2003 jí byla diagnostikována rakovina, které následujícího roku podlehla. Mimo zpěvu ovládala hru na několik hudebních nástrojů.